# Баялович, Джура
Джура Баялович (серб. Ђура Бајаловић; 13 февраля 1879, Шабац, Княжество Сербия — 1956, Белград, Югославия) — один из ведущих белградских архитекторов модерна и сербской архитектуры рубежа XIX—XX веков. Младший брат архитектора Петра Баяловича.

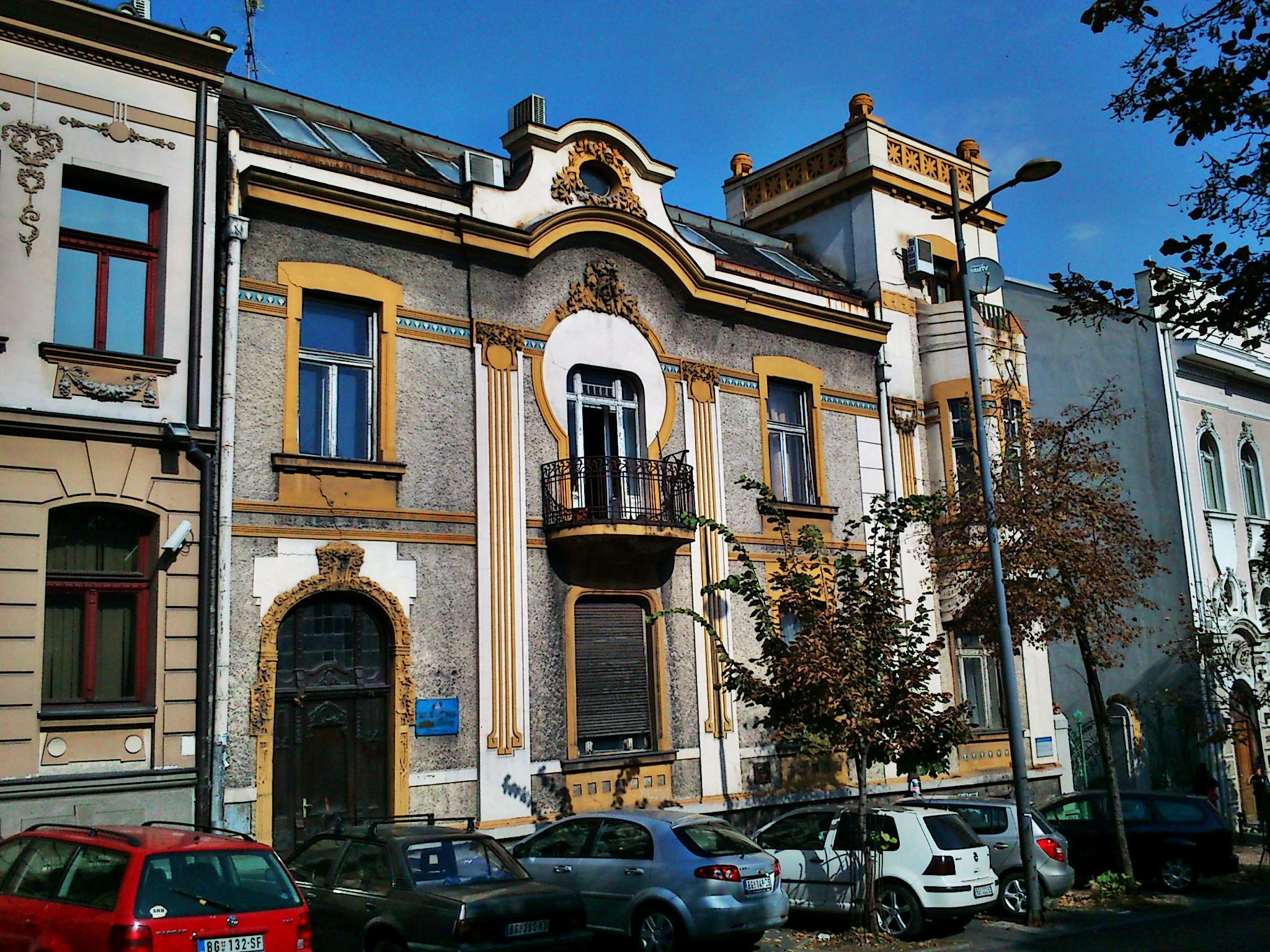
Дом Леоны Панайот

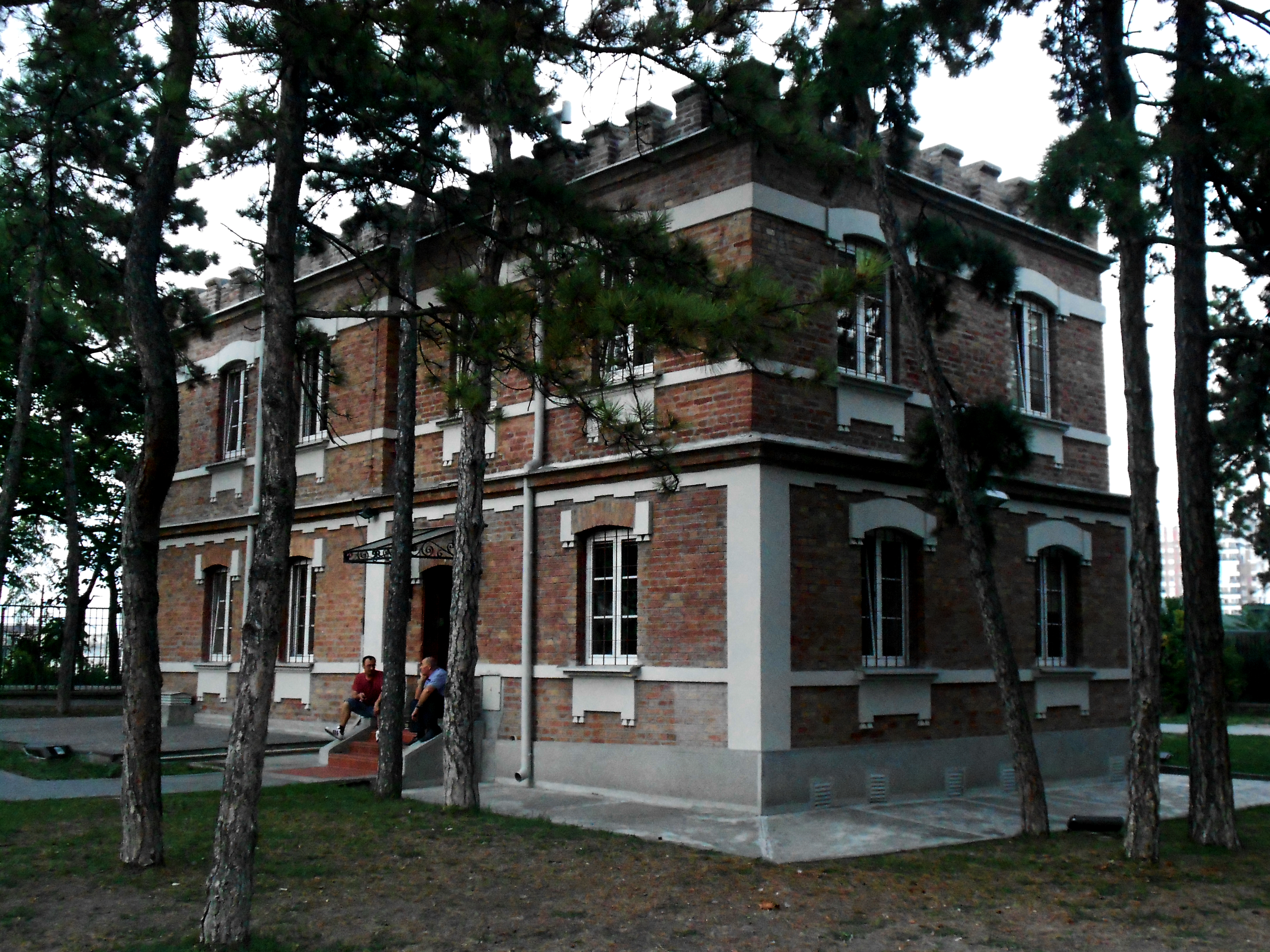
Здание сейсмологического института

Учился в Белградской высшей школе на техническом факультете. Преподавал в Белградской ремесленной школе.

## Работы
- Дом Леоны Панайот на улице Франкуска 31 в Белграде, в муниципалитете Стариград. Оригинальный дом, спроектированный Момиром Коруновичем, был построен в 1909 году белградской фирмой Стеван Хибнер и представлял собой памятник культуры.[3][4] В 1912 году это здание было восстановлено и перестроено как многоэтажный особняк Джурой Баяловичем, а дальнейшие перестройки в 1926 и 1936 годах окончательно оформили его современный вид.[5] Здание состоит из подвала, цокольного этажа, первого этажа и чердака. Дом выполнен в стиле модерн. Как яркий представитель модерна, дом был представлен на Четвёртой выставке сербского искусства в Белграде в 1912 году.[6]
- Дом Михаила Тешича — один из самых красивых домов построенный в 1926 году для сербского православного священника в Лесковаце, на улице Светоилийска. Соавтором проекта Джуры Баяловича, выступил Димитрий Тасич, архитектор по призванию и юрист по профессии.[7]
- Отель Прага в Белграде был спроектирован Джурой Баяловичем в 1929 году в модернизме и был представлен на первом архитектурном салоне в том же году на выставке современной югославской архитектуры.[8]
- В 1937 году муниципалитет Белграда организовал Международный конкурс на дизайн наследника Тронной площади, и победителями первого приза стали архитекторы Джура Баялович, Бранко Попович, Милан Нешич, Светозар Геничи и Михайло Радованович.[9]